# Manuk
Manuk (Indonesisch: Gunung Manuk) is een Indonesische stratovulkaan en tevens onbewoond eiland in de Bandazee in de provincie Oost-Nusa Tenggara. Dit eiland hoort bij de Banda-eilanden.
Manuk is Indonesisch en Javaans voor vogel.